# Achyranthes mangarevica
Achyranthes mangarevica là loài thực vật có hoa thuộc họ Dền. Loài này được Suess. mô tả khoa học đầu tiên năm 1936.